# Ansetzbinder
Als Ansetzbinder (auch Klebespachtel oder Ansetzgips) wird der Kleber zur Befestigung von Gipskartonplatten bezeichnet. Er wird mit Wasser eingemischt und in die gewünschte Konsistenz gebracht und dann als umlaufender Klebestreifen oder als Batzen auf der Rückseite einer Gipskartonplatte oder anderer Bauplatte aufgetragen. Die Verarbeitungsrichtlinie wird nach DIN 18181 / DIN 1168 bestimmt. Den Vorgang beim Verarbeiten von Ansetzbinder mit Gipskartonplatten nennt man Trockenputz. Die notwendigen Eigenschaften und Leistung von Klebern auf Gipsbasis, die aus Gips-Trockenmörteln und Zusatzmitteln bestehen, legt die Norm DIN EN 14496 fest.